# Tachychlora lepidaria
Tachychlora lepidaria är en fjärilsart som beskrevs av Heinrich Benno Möschler 1881. Tachychlora lepidaria ingår i släktet Tachychlora och familjen mätare. Inga underarter finns listade i Catalogue of Life.